# Arthur Benjamin
Arthur Leslie Benjamin (født 18. september 1893 i Sydney, Australien - død 10. april 1960 i London, England) var en australsk komponist, dirigent og musikpædagog.
Benjamin studerede på Royal College of Music i London, under Charles Villiers Stanford.
Han har skrevet en symfoni, 5 operaer, orkestermusik, og filmmusik.
Han har bl.a. skrevet musikken til Alfred Hitchcocks film The Man Who Knew Too Much (1934/1956).
Han hører sammen med Alfred Hill til en af Australiens første selvstændige komponister i det 20 århundrede.

## Udvalgte værker
- Symfoni "Krigs Symfoni" (1944-1945) - for stort orkester
- Violinkoncert (1932) - for violin og orkester
- klaverkoncert (1972-1928) - for klaver og orkester
- "Jamaicansk rom" (1938) - for orkester
- "Den røde Pimpernel" (1934) - filmmusik
- "Manden som vidste for meget" (1934 rev. 1953) - filmmusik
- "Let musik suite" (1928) - for orkester
- "Djævelen tager hende" (1931) - opera
- "Første kvinde" (1932-1949) - opera
- "En historie om to byer" (1950) - opera
- "Mañana" (1955) - opera
- "Tartuffe" (1960) (Fuldendt i 1964 af komponisten Alan Boustead)  - opera